# ربکا آندراده
ربکا آندراده (انگلیسی: Rebeca Andrade؛ زادهٔ ۸ مهٔ ۱۹۹۹) ژیمناست هنری زن اهل برزیل است.